# Caldron Sike
Der Caldron Sike ist ein Wasserlauf in Dumfries and Galloway, Schottland. Er entsteht an der Südseite des Frodaw Height und fließt in westlicher Richtung bis zu seiner Mündung in den Meikledale Burn.